# John Langdon (basketbalista)
John Steven Langdon (9. května 1923 Stephenville, Texas – 25. března 1985 Fort Worth, Texas) byl americký basketbalista.
V červnu 1942 vstoupil za druhé světové války do Armády Spojených států amerických, kde dosáhl hodnosti staff sergeant (ekvivalent české hodnosti nadrotmistr). Během poválečného studia na Texaské univerzitě v Austinu působil v tamním vysokoškolském týmu Texas Longhorns. Po skončení studií hrál amatérský klub Denver Chevrolets, který byl členem Amateur Athletic Union.
V roce 1950 reprezentovali Denver Chevrolets Spojené státy americké na prvním mistrovství světa v basketbalu, které se konalo v Argentině, a získali zde stříbrné medaile. Langdon na turnaji odehrál šest zápasů s průměrem 3,2 bodu na utkání.